# Temporada 1985 del Campeonato de España de Rally
La temporada 1985 fue la edición 29.ª del Campeonato de España de Rally. Comenzó el 22 de febrero en el Rally Costa Brava y terminó el 17 de noviembre en el Rally Valeo. El vencedor fue Salvador Serviá a bordo de un Lancia Rally 037 tras vencer en cinco de las once pruebas en las que participó.
El calendario contó con doce pruebas puntuables de las que cinco lo eran también para el Campeonato de Europa de Rally.

## Desarrollo
La temporada comenzó con el Costa Brava, que ese año era además puntuable para el Campeonato de Europa. Los pilotos italianos de la escudería Jolly Club, Miki Biasion y Dario Cerrato se impusieron con sendos Lancia Rally 037. Tercero fue el español Salvador Serviá con otro 037. Antonio Zanini campeón de la edición anterior del campeonato de España sufrió un accidente con su Peugeot 205 Turbo 16. El piloto madrileño Carlos Sainz, no pudo acudir al haber sido operado de urgencia días antes de la prueba. La siguiente cita era el Rally RACE Costa Blanca también puntuable para el europeo. De nuevo el italiano Biasion volvió a ganar en esta ocasión seguido de Serviá que terminó segundo a quince segundos mientras que Cerrato fue tercero. Cuarto fue otro italiano, Andrea Zanussi con otro 037 y quinto Sainz con un Renault 5 Turbo. Por su parte Zanini terminaba sexto y Beny Fernández séptimo con un Opel Manta 400. La tercera prueba fue el rally Guilleries donde se vivió el primer duelo entre Serviá y Sainz. El piloto catalán conocía la prueba mejor que su rival por lo que se llevó la victoria mientras que Sainz fue segundo. En Sierra Morena se vivió la misma situación. En ese momento Renault decidió dar a su piloto el Renault 5 Maxi Turbo un modelo más potente para poder batir a Serviá, pero justo antes de que esto sucediese Sainz logró su primera victoria en el campeonato de España venciendo en el Rally Vasco Navarro con solo un segundo de ventaja sobre su contrincante. El resultado de Sainz no fue sencilla debido a que sufrió un aquaplanning en un tramo y dañó el frontal de su coche por lo que sus mecánicos tuvieron que trabajar para recomponerlo de nuevo. La siguiente prueba en disputar fue el Rally Villa de Llanes donde Sainz debutó con el Renault 5 Maxi Turbo y mantuvo un duelo con Bruno Saby que competía con un Peugeot 205 Turbo 16 oficial, y cuando el español estaba a solo once segundos del francés se salió de la carretera y tuvo que abandonar por lo que Saby se adjudicó la victoria. Las siguientes citas eran las dos pruebas de Canarias donde venció Sainz en ambas con R5 Turbo. Por su parte Serviá finalizaba segundo en ambas pruebas.
Tras el verano, se disputó el Rally Príncipe de Asturias donde serviá y Sainz se jugaron parte del campeonato. En el tramo de La Encrucijada Carlos se salió perdiendo cinco minutos y a pesar de la remontada posterior solo pudo ser segundo por detrás de Serviá. En la siguiente prueba, el Rally San Froilán Sainz salió de nuevo con el Maxi Turbo, un coche difícil de conducir y que no había completado todavía la puesta a punto y tras salvar varios trompos se salió de la carretera dando la victoria a Serviá que se coronaba matemáticamente campeón de España a falta de una prueba. La última prueba del año era el Rally Valeo, prueba que entraba por primera vez en el calendario nacional. Sainz sufrió un pinchazo que le impidió llevarse la victoria, pero consiguió terminar tercero y hacerse con el subcampeonato.

## Calendario

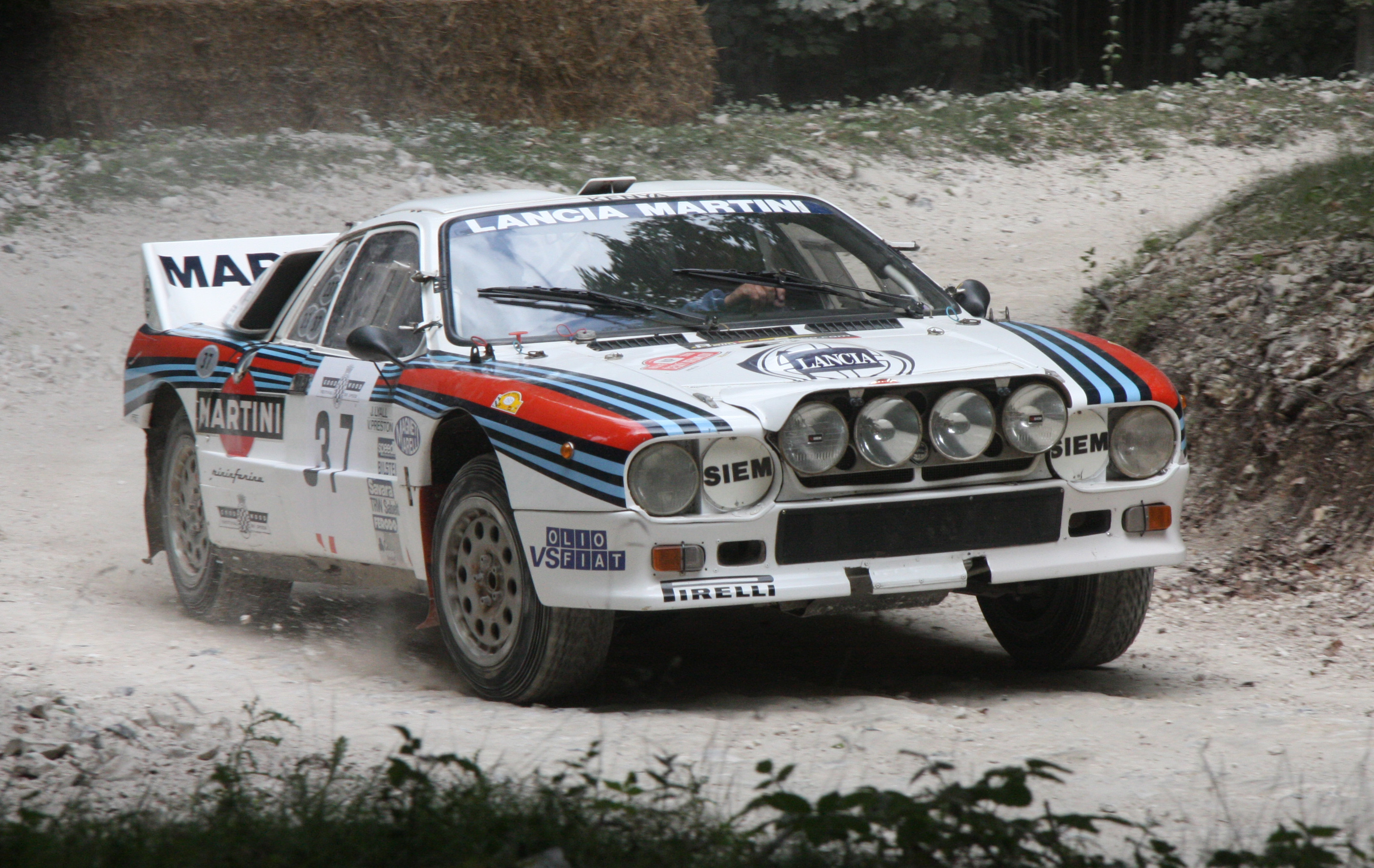
Salvador Serviá consiguió en 1985 su primer título nacional a bordo de un Lancia 037.

| N.º | Fecha              | Prueba                                            | Superficie     | Series |
| --- | ------------------ | ------------------------------------------------- | -------------- | ------ |
| 1   | 22-24 febrero      | 33.º Rally Costa Brava                            | Asfalto/tierra | ERC    |
| 2   | 22-24 marzo        | 33.º Rally RACE Costa Blanca                      | Asfalto        | ERC    |
| 3   | 13-14 de abril     | 19.º Rally Girona-Guilleries Calas de Palafrugell | Asfalto        |        |
| 4   | 26-28 de abril     | 8.º Rally Sierra Morena                           | Asfalto        |        |
| 5   | 12 de mayo         | 26.º Rally Vasco Navarro                          | Asfalto        |        |
| 6   | 1-2 de junio       | 9.º Rally Villa de Llanes                         | Asfalto        |        |
| 7   | 15-16 junio        | 9.º Rally El Corte Inglés                         | Asfalto        | ERC    |
| 8   | 21-23 de junio     | 7.º Rally Ciudad de Santa Cruz                    | Asfalto        |        |
| 9   | 20-22 septiembre   | 22.º Rally Príncipe de Asturias                   | Asfalto        | ERC    |
| 10  | 8-9 de octubre     | 7.º Rally San Froilán                             | Asfalto        |        |
| 11  | 25-28 de octubre   | 21.º Rally Cataluña                               | Asfalto/tierra | ERC    |
| 12  | 16-17 de noviembre | 2.º Rally Valeo                                   | Asfalto        |        |

## Equipos
| Equipo                 | Vehículo             | Piloto              | Copiloto              | Rondas            |
| Equipos oficiales      | Equipos oficiales    | Equipos oficiales   | Equipos oficiales     | Equipos oficiales |
| ---------------------- | -------------------- | ------------------- | --------------------- | ----------------- |
| FASA Renault           | Renault 5 Turbo      | Carlos Sainz        | Antonio Boto          | 1-5, 7-12         |
| FASA Renault           | Renault 5 Maxi Turbo | Carlos Sainz        | Antonio Boto          | 1-5, 7-12         |
| Opel Team España       | Opel Manta 400       | Beny Fernández      | José López Orozco     | 1-4, 6-10, 12     |
| Peugeot Sport España   | Peugeot 205 Turbo 16 | Antonio Zanini      | Josep Autet           | 1-3               |
| Equipos privados       |                      |                     |                       |                   |
| RACC Bendibérica       | Lancia 037 Rally     | Salvador Serviá     | Jordi Sabater         | 1-5, 6-12         |
| RACC                   | Opel Manta GT/E      | José Arqué          | Xavier Muntañola      | 1, 9, 11-12       |
| RACC                   | Opel Manta GT/E      | José Arqué          | Albert Alumà          | 4-6               |
| Escudería KMC          | Opel Manta GT/E      | José Arqué          | Albert Alumà          | 2                 |
| ?                      | Renault 11 Turbo     | Josep Bassas        | María Pilar Mas       | 1, 3-6, 9-12      |
| RACC                   | Renault 11 Turbo     | Josep Bassas        | María Pilar Mas       | 2                 |
| Club RACE              | Renault 11 Turbo     | Josep Bassas        | María Pilar Mas       | 9                 |
| Ricardo Muñoz          | BMW 323i E30         | Ricardo Muñoz       | Ramón Mínguez         | 1-2               |
| Ricardo Muñoz          | BMW 323i E30         | Ricardo Muñoz       | José Luis Gutiérrez   | 9                 |
| Ricardo Muñoz          | BMW 323i E30         | Ricardo Muñoz       | Jordi Pons            | 11                |
| Ricardo Muñoz          | BMW 323i E30         | Ricardo Muñoz       | Javier Robledano      | 12                |
| Escudería Baix Empordá | Talbot Samba Rallye  | Rafael Martorell    | Gràcia Bou            | 1-3, 5-6, 9-11    |
| RAC Vasco Navarro      | Peugeot 205 GTI 1.6  | Juan Carlos Pradera | Francisco Zubizarreta | 3, 9              |
| RAC Vasco Navarro      | Peugeot 205 GTI 1.6  | Juan Carlos Pradera | Ignacio Olaizola      | 6, 11             |
| RAC Vasco Navarro      | Peugeot 205 GTI 1.6  | Juan Carlos Pradera | J. Inchaurraga        | 12                |
| RAC Vasco Navarro      | Opel Corsa SR        | Alfonso Loza        | Manuel Larrarte       | 5, 7, 10, 12      |

## Resultados

### Campeonato de pilotos
| Pos. | Piloto              | CBR | RCB | GIR | SMO | VCN | LLA | ECI | SAN | PRA | SFR | CAT | VAL | Puntos |
| ---- | ------------------- | --- | --- | --- | --- | --- | --- | --- | --- | --- | --- | --- | --- | ------ |
| 1.   | Salvador Serviá     | 1   | 1   | 1   | 1   | 2   |     | 2   | 2   | 1   | 1   | Ret | 1   | 1.581  |
| 2.   | Carlos Sainz        |     | 2   | 2   | 2   | 1   | Ret | 1   | 1   | 2   | Ret |     | 3   | 1.449  |
| 3.   | Beny Fernández      | 2   | 4   | 3   | Ret |     | 2   | 5   | 3   | 3   | 2   |     | 2   | 1.054  |
| 4.   | José Arqué          | Ret | 5   | 7   | 3   | 6   | 6   |     |     | 4   |     | 2   | 5   | 1.007  |
| 5.   | Josep Bassas        | Ret | 7   | 8   | Ret | 5   | 7   |     |     | 6   | 8   | 4   | 6   | 897    |
| 6.   | Ricardo Muñoz       | 8   | 10  | 9   | 4   |     |     | 15  |     | 8   |     | Ret | 7   | 837    |
| 7.   | Rafael Martorell    | 4   | ?   | 6   |     | 4   | Ret |     |     | Ret | 4   | 1   |     | 754    |
| 8.   | Juan Carlos Pradera |     |     |     | 8   | 7   |     |     |     |     | 4   | 6   |     | 738    |
| 9.   | Alfonso Loza        |     |     |     | 6   |     | 8   |     |     | 7   |     |     | 9   | 523    |

### Campeonato de Marcas
| Pos. | Piloto |
| ---- | ------ |
| 1.   | Opel   |

### Copilotos
| Pos. | Piloto               |
| ---- | -------------------- |
| 1.   | Jordi Sabater        |
| 2.   | Antonio Boto         |
| 3.   | José Mª López Orozco |
| 4.   | María Pilar Mas      |
| 5.   | Gràcia Bou           |
| 6.   | Manuel Larrarte      |

### Grupo N
| Pos. | Piloto                |
| ---- | --------------------- |
| 1.   | Josep Bassas          |
| 2.   | José Muñoz            |
| 3.   | Juan Carlos Pradera   |
| 4.   | José Antonio Zorrilla |

### Grupo A
| Pos. | Piloto           |
| ---- | ---------------- |
| 1.   | Josep Arqué      |
| 2.   | Alonso Loza      |
| 3.   | Evangelino Otero |
| 4.   | Juan Collín      |
| 5.   | Eduardo Agustín  |

### Desafío Peugeot
| Pos. | Piloto              |
| ---- | ------------------- |
| 1.   | Juan Carlos Pradera |